# Clesly Evandro Guimarães
Clesly Evandro Guimarães, genannt Kelly, (* 28. April 1975 in Barra Bonita, SP) ist ein ehemaliger brasilianischer Fußballspieler. 

## Karriere
Clesy begann seine Karriere 1994 beim brasilianischen Verein CA Bragantino, wo er für drei Jahre aktiv war. Im ersten Jahr nahm er an zehn Ligaspielen teil, in denen er jedoch kein Tor schoss. Sein bestes Jahr im Verein war 1995, als er an 22 Spielen teilnahm und am Ende der Saison elf Tore vorweisen konnte. Im letzten Jahr 1996 bestritt er 21 Spiele und schoss dabei acht Tore. Während der drei Jahre beim Verein stand er 53-mal auf dem Spielfeld und erzielte dabei 19 Tore. Die Saison 1996/97 verbrachte er beim Verein CD Logroñés und absolvierte zwölf Spiele, wobei ein von ihm gesetzter Pass im Tor endete. Nach einem Jahr in Spanien ging er wieder zu einem brasilianischen Verein, Flamengo Rio de Janeiro, wo er 1997 noch an zwei Spielen teilnahm, welche torlos blieben. 
Von 1998 bis 2000 spielte er beim Verein Atletico Paranaense. Im ersten Jahr absolvierte er zwölf Spiele, in denen er ein Tor schoss. Sein torreichstes Jahr beim Verein war 1999, wo er an 20 Ligaspielen teilnahm. Im darauffolgenden Jahr beteiligte er sich an 21 Ligaspielen, in diesem Jahr konnte er sieben Tore vorweisen. Im letzten Jahr war er an den meisten Spielen seiner bisherigen Karriere beteiligt. Im Vergleich zum Vorjahr konnte er jedoch nur zwei Tore erzielen. Nach drei Jahren, 53 Spielen und zehn geschossenen Toren kündigte er seinem Verein und kehrte für vier Jahre Brasilien den Rücken, um in Japan zu spielen. 
Von 2001 bis 2004 nahm er für den FC Tokyo an Ligaspielen, am Kaiserpokal (mit Ausnahme 2002) und am J. League Cup teil. Er absolvierte im ersten Jahr 26 Spiele und schoss neun Tore. 2002 nahm er an 29 Ligaspielen teil. In den 29 Spielen konnte er acht Tore erzielen. Im nächsten Jahr beteiligte er sich an 27 Spielen und erzielte acht Tore. Das letzte Jahr dort war sein schwächtes (15 Spiele, vier Tore). Während der vier Jahre nahm er an 97 Ligaspielen teil und schoss 30 Tore.